# Клингонски језик
Клингонски језик (на клингонском: tlhIngan Hol) вештачки је језик којим говоре Клингонци, измишљени ратнички народ из франшизе Звездане стазе. Основни звук језика, као и првих неколико речи, осмислио је глумац Џејмс Дуан. Почевши од филма Звездане стазе 3: Потрага за Споком, амерички лингвиста Марк Окранд развио је клингонски као посебан језик, стварањем правила морфологије, лексикологије и синтаксе клингонског језика.
Мало људи говори клингонски језик, углавном поклоници Звезданих стаза. Речник клингонског језика уско је везан за терминологију коју је требало превести за филмове, серије и понеке књиге, тако да често недостају обичне речи што постоје у другим језицима и користе се у основној комуникацији. На пример, у клингонском језику постоји реч за командни мост (meH), али не и за мост којим се прелази преко воде. Без обзира на ове нелогичности, међу вештим познаваоцима клингонског језика могућа је необавезна конверзација.

## Настанак
Клингонски језик се по први пут могао чути у филму Звездане стазе: Играни филм (1979); у серији Звездане стазе: Оригинална серија (која је снимљена пре филма) клингонски језик се помоћу универзалног преводиоца преводи на енглески језик који је службени језик Уједињене федерације планета. За филм Звездане стазе 3: Потрага за Споком (1984), Окранд је створио граматику и проширио речник који је до тада садржао десетак речи које је осмислио Дуан.
У серији Звездане стазе: Следећа генерација, један од главних ликова је Клингонац Ворф, а такође и цео клингонски концепт је значајно проширен. У епизоди Питање части, Клингонци говоре језиком који се не преводи, све док један Клингонац не нареди осталима да причају „људским“ језиком. У серији Звездане стазе: Дубоки свемир 9 употреба непреведеног клингонског језика расте у сразмери са порастом значаја Клингонаца у серији.
У серији Звездане стазе: Ентерпрајз у епизоди Сломљена стрела, описује се осам полигутуралних дијалеката конструисаних на прилагођеној синтакси, међутим, званична варијанта клингонског језика само је она коју је створио Окранд.

## Стандардизација
Међу говорницима клингонског језика се велика пажња поклања стандардизацији језика, што значи да само Окранд може додати нове речи и језичка правила. За стандардизацију клингонског језика је надлежна непрофитна организација Институт за клингонски језик, која се бави не само стандардизацијом и промоцијом клингонског језика, него и целе клингонске културе.
Извори за стандардизацију клингонског језика су:
- Окрандова књига „Клингонски речник“ (The Klingon Dictionary, TKD) (прво издање: 1985; друго издање: 1992)[9]
- Клингонски начин (The Klingon Way, TKW)[10]
- Клингонски за галактичког путника (Klingon for the Gallactic Traveler, KGT)[11]
- Скајбокс карте
- Конверзацијски клингонски — аудио касета [12]
- Напредни клингонски — аудио касета [13]
- Клингон CD (Klingon CD, KCD)[14]
- Птица грабљивица — постер са Окрандовим објашњењима
- — часопис Института за клингонски језик. Стандардним клингонским језиком не сматра се целокупан садржај часописа, али Окранд повремено пише чланке за часопис [15]

Поред ових извора, од маја 2009. доступан је и пакет клингонског језика који је развила фирма Ултралингва (Ultralingua) у сарадњи са издавачком кућом Симон и Шустер (Simon & Schuster) која је издала Клингонски речник.
Сматра се да су неке особине клингонског језика преузете из правих језика које је Окранд изучавао.

## Речник
Принцип формирања речника је веза између лексике и културе. На пример, постоји неколико речи које означавају глагол „борити се“ које се међусобно разликују по интензитету борбе, што је у складу са ратничком природом Клингонаца. Велики број речи везан је за свемирску технологију и оружје, а такође постоји и велики број псовки (псовке се сматрају делом клингонске културе).
Такође, постоје шале које су део језика. На пример, реч за „пар“ је chang'eng (алузија на прве познате сијамске близанце Чанга и Енга Бункера), „риба“ се на клингонском каже ghotI (алузија на несавршеност у писању енглеског језика), а „капетан“ - HoD (скраћеница од Head of Department - Шеф одсека).

## Системи записивања
Званично писмо клингонског језика је латиница, међутим, у телевизијским серијама, Клингонци користе свој систем писања. У Клингонском речнику ово писмо се назива pIqaD, али никакве даље информације нису дате. pIqaD у Звезданим стазама није коришћен да би представио неки конкретан текст, већ као симулација писања и ради стварања одговарајуће атмосфере.
Корпорација Астра имиџ (Astra Image) је дизајнирала симболе за филм Звездане стазе, али се ти симболи погрешно приписују Мајклу Окуди. Симболи се базирају на три ознаке коришћене на клингонским свемирским бродовима, које је дизајнирао Мат Џефрис, и тибетанском писму, будући да оно има оштре облике слова који су у складу са ратничком природом Клингонаца и њиховом љубављу према сечивима. Касније је непознати извор из компаније Парамаунт пикчерс дизајнирао комплетно писмо и послао ове симболе Институту за клингонски језик; симболи су постављени на званичном сајту Института, мада се извор не наводи.
У клингонском језику нема знакова интерпункције, мада их Окранд у неким реченицама користи. Према конвенцији, смер писања је слева удесно, а свака реченица се пише центрирана у засебном реду.

### Латиница
Званични систем писања латиницом је осмислио Окранд заједно са језиком. По овом систему, неки гласови у клингонском језику се записују са више од једног знака (постоји три диграфа и један триграф), а такође се и апостроф користи као слово (а не као знак интерпункције); све ове комбинације се третирају као засебна слова. Што се тиче писања великих и малих слова, велика слова се користе да би означила друкчију употребу него у енглеском језику; то значи да је грешка почињати реченицу великим словом, уколико прва реч у реченици почиње малим словом. То се нарочито односи на слова q и Q, која представљају два различита гласа.
Латинично записивање клингонских гласова је следеће:

### Писмо(Институт за клингонски језик)
Поред званичног латиничног писма, такође је прихваћено и писмо pIqaD, које подржава и Институт за клингонски језик, мада корисници клингонског језика дају предност латиници. Принцип писања је једноставан: једном фонему одговара један графем, што значи да је ово фонетско писмо. Такође, постоје симболи за записивање цифара од 0-9. Знакови интерпункције не постоје, а корисници који ипак користе интерпункцију служе се Скајбоксовом интерпункцијом.
Септембра 1997, Мајкл Еверсон је дао предлог да се ови симболи представе у уникоду. Уникод технички комитет је овај предлог одбио у мају 2001, са образложењем да се писмо готово не користи у комуникацији, и да корисници клингонског језика радије користе латиницу. Еверсон је мапирао pIqaD у делу уникода за приватну употребу (U+F8D0 to U+F8FF). Као последица тога, појавио се софтвер за куцање и конверзију са латинице, а такође се појављују и блогови куцани у pIqaD. Гугл поседује страну на клингонском, али сервер не распознаје tlh код.

### Писмо(Скајбокс)
Клингонски симболи, које је дизајнирала корпорација Астра имиџ, убачени су у битстрим фонт за који гарантује Парамаунт пикчерс. Овај фонт, који је садржао десет слова енглеске абецеде представљених са десет клингонских слова, искористила је компанија Скајбокс (Skybox) приликом дизајнирања колекције карата Звездане стазе: Следећа генерација.
Клингонске карте садрже аспекте клингонске културе, као и pIqaD текст, који је превео Окранд. Неке карте, као што су S7, S8 и S9, писане су писмом pIqaD који је у складу са латиничним писмом. Неке карте, као што је S39, писане су на енглеском језику али писмом pIqaD које је створио Скајбокс.
Смер писања је слева удесно и одозго надоле. Поред слова, постоје и четири знака интерпункције:
- Троугао окренут нагоре, који представља запету, тачку са запетом или две тачке.
- Троугао окренут надоле, који представља тачку, знак питања или знак узвика.
- Знак сличан цртици (функција непозната).
- Знак сличан апострофу (функција непозната).

Прва два знака такође су прихваћена и међу корисницима писма pIqaD Института за клингонски језик. Знакови интерпункције и размаци у писању нису обавезни (овакав начин писања је уобичајен у серији).

### Манделско писмо
Ово писмо, такође познато и као клинжаи (Klinzhai), коришћено је у књизи Упутство за официра свемирског брода „Ентерпрајз“ (The U.S.S. Enterprise Officer's Manual, 1980). Знаци представљају поједина слова и диграфе у енглеском језику који нису у сагласности са клингонским гласовима. Смер писања је слева надесно.

## Фонологија
Фонологија клингонског језика је тако конципирана да у поређењу са природним језицима звучи ванземаљски. Парамаунт пикчерс, власник франшизе Звездане стазе, тражио је да језик буде гутуралан и груб. Окранд је ову необичност постигао комбинацијом гласова која се не може наћи у другим језицима (сви гласови које клингонски језик садржи постоје у земаљским језицима, али ни у једном не постоји комбинација као у клингонском), као и коришћењем ретрофлексних и увуларних сугласника. Клингонски језик има 21 сугласник и 5 кардиналних самогласника. Званично писмо клингонског језика је латиница, тако да ће у даљем тексту (изузев у табели) писање бити дато курзивом, а изговор /између косих црта/.

### Сугласници
Сугласници у клингонском језику се налазе на различитим местима изговора, међутим, приметно је одсуство веларних плозива, што је неуобичајено за природне језике. Неке комбинације сугласника су такође неуобичајене, као на пример безвучни алвеоларни плозив /tʰ/ није праћен одговарајућим звучним сугласником, а звучни ретрофлексни плозив /ɖ/ није праћен одговарајућим безвучним сугласником.
Сви сугласници у клингонском језику су приказани у табели:
|              |              | Лабијални | Дентални или алвеоларни | Дентални или алвеоларни | Ретрофлексни | Посталвеоларни или палатални | Веларни | Увуларни | Глотални |
| Централни    | Латерални    | Лабијални |                         |                         | Ретрофлексни | Посталвеоларни или палатални | Веларни | Увуларни | Глотални |
| ------------ | ------------ | --------- | ----------------------- | ----------------------- | ------------ | ---------------------------- | ------- | -------- | -------- |
| Плозиви      | Безвучни     |           |                         |                         |              |                              |         | q        | ' //     |
| Плозиви      | Звучни       |           |                         |                         |              |                              |         |          |          |
| Африкативи   | Безвучни     |           |                         |                         |              |                              |         |          |          |
| Африкативи   | Звучни       |           |                         |                         |              | j                            |         |          |          |
| Фрикативи    | Безвучни     |           |                         |                         |              |                              |         |          |          |
| Фрикативи    | Звучни       |           |                         |                         |              |                              |         |          |          |
| Назали       |              |           |                         |                         |              |                              |         |          |          |
| Вибрант      | Вибрант      |           | ()                      |                         |              |                              |         |          |          |
| Апроксиманти | Апроксиманти | w         | ()                      |                         |              | y                            |         |          |          |

### Самогласници
За разлику од сугласника, комбинација самогласника у клингонском језику је слична са природним језицима:
- a – /ɑ/ – отворен предњи нелабијализован самогласник
- e – /ɛ/ – полуотворен предњи нелабијализован самогласник
- – /ɪ/ – готово затворен готово предњи нелабијализован самогласник
- o – /o/ – полузатворен задњи лабијализован самогласник
- – /u/ – затворен задњи лабијализован самогласник

Двогласи су такође могући у комбинацијама самогласника са полусамогласницима w /w/ и y /j/:
- w гради двогласе ,  и
- y гради двогласе ay, ey, Iy, oy и uy[20]

### Нагласак
У глаголима, наглашени слог је обично сам глагол, осим кад је суфикс који се завршава на ' одвојен од глагола са најмање још једним суфиксом, кад је тај суфикс такође наглашен. У неким случајевима, нагласак се помера на слог који је потребно истаћи.
У именицама, последњи нагласак у основној именици (без афикса) је наглашен. Изузетак од овог правила је померање нагласка на слог који се завршава на '.
Код осталих речи нема правила за наглашавање, међутим, већина тих речи има само један слог.

### Образовање слогова
Овде се поштује веома строго правило: слог мора почињати сугласником (укључујући и '), а завршавати се самогласником. Уобичајено је да иза тог пара следи један сугласник или један од три пара сугласника: -w' , -y' или -rgh.

## Граматика
Клингонски спада у аглутинативне језике и користи афиксе за мењање значења речи. Ред речи у клингонској реченици је објекат — предикат — субјекат (Object-Verb-Subject, OVS). За разлику од других вештачких језика, где се ради лакшег учења покушава укључити што више елемената из природних језика и са што мање изузетака, клингонски језик избегава сличности са природним језицима и ствара изузетке од својих правила.

### Именице
Клингонске именице користе суфиксе за означавање величине, броја, описа, поседовања и падежа. Постоји укупно 29 суфикса разврстаних у 5 класа. Свакој речи се не сме додати више од једног суфикса из сваке класе; такође, мора се водити рачуна о редоследу класа.
Неке именице имају неправилну множину, као што је jengva (тањир) - ngop (тањири). У већини случајева, множина се образује помоћу суфикса. У зависности од тога шта именица представља, постоје три врсте суфикса:
- за бића са способношћу говора (tlhIngan - Клингонац, tlhInganpu - Клингонци; jagh - непријатељ, jaghpu - непријатељи);
- за делове тела (qeylIS minDu - очи Кахлеса);
- за именице које не спадају ни у једну од ове две категорије (sarq - сарк, клингонски коњ, sarqmey - саркови).

Један од важнијих суфикса је -ngan (нпр. romuluSngan), који означава неког, или нешто, из првог дела речи - у претходном случају romuluS. Пол именица се одређује на основу дела речи. На пример, puqloD значи „син“ а puqbe значи „кћерка“ (-loD означава мушки, а -be женски род, док puq- значи „дете“).

### Глаголи
Код формирања глагола користе се префикси који означавају број субјекта и објекта и њихов међусобни однос, девет класа суфикса који одређују: да ли је глагол повратни, да ли се радња жели извршити, да ли субјект врши промену постојећег стања, да ли се радња може извршити, ближи опис радње, да ли је радња завршена или не, упитни облик, да ли је у питању глаголска именица, као и специјалну класу суфикса која се назива ровер и која обухвата 4 суфикса који немају одређени ред којим се додају на глагол. Глаголи могу имати: глаголски вид, тачност, негацију, заповедни, исказни или погодбени начин, могу бити радни, трпни или принудни, или служити за одавање почасти.
Пример формирања глагола помоћу префикса и суфикса:
- - трчати
- - ми трчимо
- - ми не трчимо

## Употреба језика и издаваштво
Гинисова књига рекорда наводи да је клингонски језик 2006. године био измишљени језик са највећим бројем говорника. Књига Хакерисање перформанси ума наводи клингонски као један од алтернативних језика за размишљање приликом решавања проблема, у складу са Сапир-Ворфовом хипотезом. Клингонски се такође говори на конвенцијама поклоника серијала Звездане стазе. Поздрав којим се користе је једини поздрав у клингонском језику, и он гласи: nuqneH (шта хоћеш?). Реч која се такође доста употребљава међу говорницима клингонског језика је Qapla' (успех).
Издати су преводи три класична дела на клингонски језик: Гилгамеш (ghIlghameS), Хамлет (Hamlet) и Много вике ни око чега (paghmo' tIn mIS). Превођење последња два наслова је инспирисано изјавом високог саветника Горкона у филму Звездане стазе 6: Неоткривена земља да се Шекспир најбоље чита у клингонском оригиналу. Неки поклоници серијала сматрају да је то шала, наводећи друго објашњење које говори о томе да је клингонски путник из будућности продао преводе неких клингонских дела Шекспиру.